# Sophie de Saxe-Weissenfels
Sophie de Saxe-Weissenfels (23 juin 1654 à Halle an der Saale – 31 mars 1724 à Zerbst) est une membre de la branche albertine de la Maison de Wettin, et une princesse de Saxe-Weissenfels et de Querfurt par la naissance et princesse d'Anhalt-Zerbst par mariage.

## Famille
Sophie est la troisième fille du duc Auguste de Saxe-Weissenfels et de son épouse Anne-Marie de Mecklembourg-Schwerin, fille du duc Adolphe-Frédéric Ier de Mecklembourg-Schwerin. Ses arrière-grand-mères maternelle et paternelle sont Sophie de Schleswig-Holstein-Gottorp et Sophie de Brandebourg.

## Mariage et descendance
Elle épouse le 18 juin 1676 à Halle Charles-Guillaume d'Anhalt-Zerbst, fils de Jean VI d'Anhalt-Zerbst et de Sophie-Augusta de Holstein-Gottorp. Contrairement à la plupart des couples royaux de l'époque, Charles-Guillaume et Sophie partagent une chambre dans leur nouveau palais baroque ce qui donne à penser qu'ils se sont mariés par amour.
Ils ont les enfants suivants:
- Jean-Auguste d'Anhalt-Zerbst (1677-1742), prince d'Anhalt-Zerbst
- Charles Auguste (2 juillet 1678 à Zerbst, 1er septembre 1693, ibid), prince d'Anhalt-Zerbst
- Madeleine-Augusta d'Anhalt-Zerbst (1679-1740), princesse d'Anhalt-Zerbst, mariée à Frédéric II de Saxe-Gotha-Altenbourg

## Mort et enterrement
Sophie est décédée à l'âge de 69 ans, dans sa chambre au Château de Zerbst, et est enterrée le 7 juin 1724 dans la tombe princière de l'Église de Zerbst. En 1899 Frédéric Ier d'Anhalt ordonne le transfert dans l'Église du Château de Zerbst. Après la destruction du château en 1945, le reste endommagé des cercueils est transféré à l'église Saint-Barthélemy.